# プンポコル語
プンポコル語は、エニセイ語族南エニセイ語群の18世紀に消滅した言語。